# Tinórufélék
A tinórufélék (Boletaceae) a tinórualkatúak (Boletales) rendjének egyik családja. 2021-ben a családba 96 nemzetséget és 1488 fajt soroltak. Legfőbb jellegzetességük a kalapos termőtest alján található pórusos (és nem lemezes) termőréteg. A család legtöbb faja erdőben él, különböző fákkal györérkapcsoltsági szimbiózist, mikorrhizát képeznek. A Magyarországon élő fajokat tinórunak vagy vargányának nevezik. Számos gasztronómiailag értékes faj található köztük (ízletes vargánya, bronzos vargánya, királytinóru), egyesek viszont mérgezőek (sátántinóru).

## Jellemzők
A család fajainak többsége viszonylag nagy, húsos, kalapos termőtestet fejleszt. Döntő többségüknél a kalap alján található termőréteg csöves szerkezető, bár van néhány lemezes felépítésű kivétel (pl. a Phylloporus nemzetség). Spóraporuk olív (sárgászöld), sárgás, barnás vagy borvörös színű, a spórák pedig általában orsó vagy ovális-orsó alakúak. Sok faj esetében a termőtest húsa sérüléskor, levegőre kerüléskor kékre, vörösre vagy feketére színeződik, mert a bennük lévő pulvinsavszármazékok oxidálódnak.

## Elterjedés és életmód
A tinórufélék az Antarktisz kivételével valamennyi kontinensen előfordulnak. A mérsékelt övi erdők régóta jól ismert és sokat tanulmányozott lakói, de újabban a trópusi erdőkben és a déli féltekén is leírták változatosságukat. Egy 1972-es kutatás során egyedül Szingapúr szigetén 60 fajukat írták össze, a Maláj-félszigeten és Borneón pedig 140 fajt írtak le, de becslésük alapján legalább ugyanennyi várt még felfedezésre. Kínából 52 nemzetség legalább 100 faja ismert. Számos fajuk melegkedvelő, így a Földközi-tenger térségében is gyakoriak.
Sok más gombához hasonlóan legtöbb fajuk a talajban különféle fák gyökereihez kapcsolódik, kölcsönösen előnyös szimbiotikus kapcsolatot, mikorrhizát alakítva ki. Kivételek ezen a téren is akadnak, az ősi Buchwaldoboletus és Pseudoboletus nemzetségek fajai szaprotrófok vagy élősködők. Lehetséges, hogy a   Chalciporus nemzetség tagjai más gombák parazitái.
A mérsékelt égöv alatt leggyakoribb szimbiotikus partnerük a tölgy, a bükk és a szelídgesztenye. Néhány faj a tűlevelűeket (luc, jegenyefenyő) részesíti előnyben. A mediterrán térségben a tinóruk jellemzően az örökzöld tölgyfajok partnerei, de egyes fajok kivételképpen a cserjetermetű szuharokkal (Cistus) lépnek kapcsolatba. Számos faj fagyérzékeny és nyári melegben vagy ősz elején fejlesztenek termőtestet. A talajt illetően is válogatósak lehetnek; ilyen a savanyú talajt preferáló bronzos vargánya vagy az inkább meszes talajon növő, mérgező sátántinóru. Az okkerszínű tinóru viszont bármilyen pH-jú talajon megél.
Sok tinóru és vargánya ehető, sőt vannak közöttük kimondottan keresettek is, mint pl. az ízletes vargánya. Egyes fajok (mint a sátántinóru) mérgezőek, de a tünetek többnyire az emésztőrendszerre korlátozódnak és a mérgezés nem halálos. 

## Osztályozás

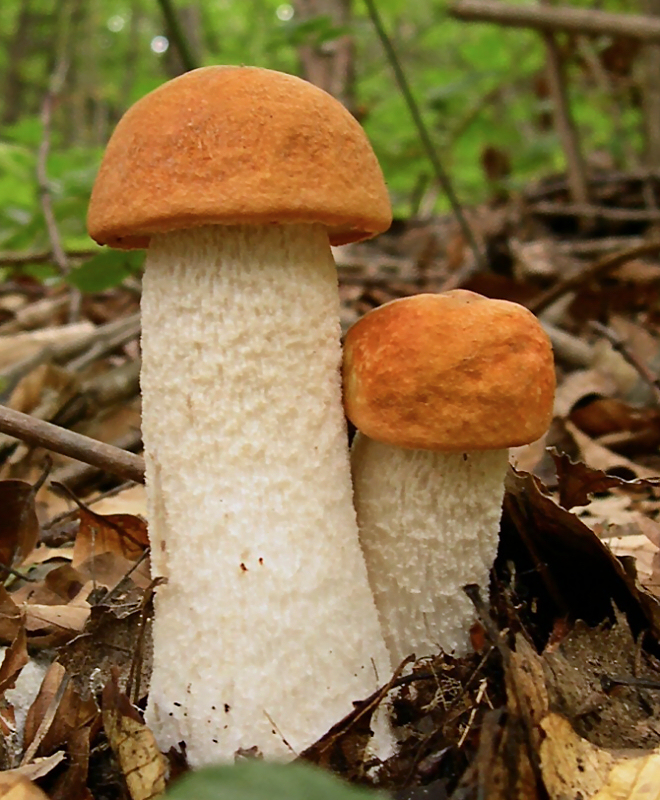
Tölgyfa-érdestinóru

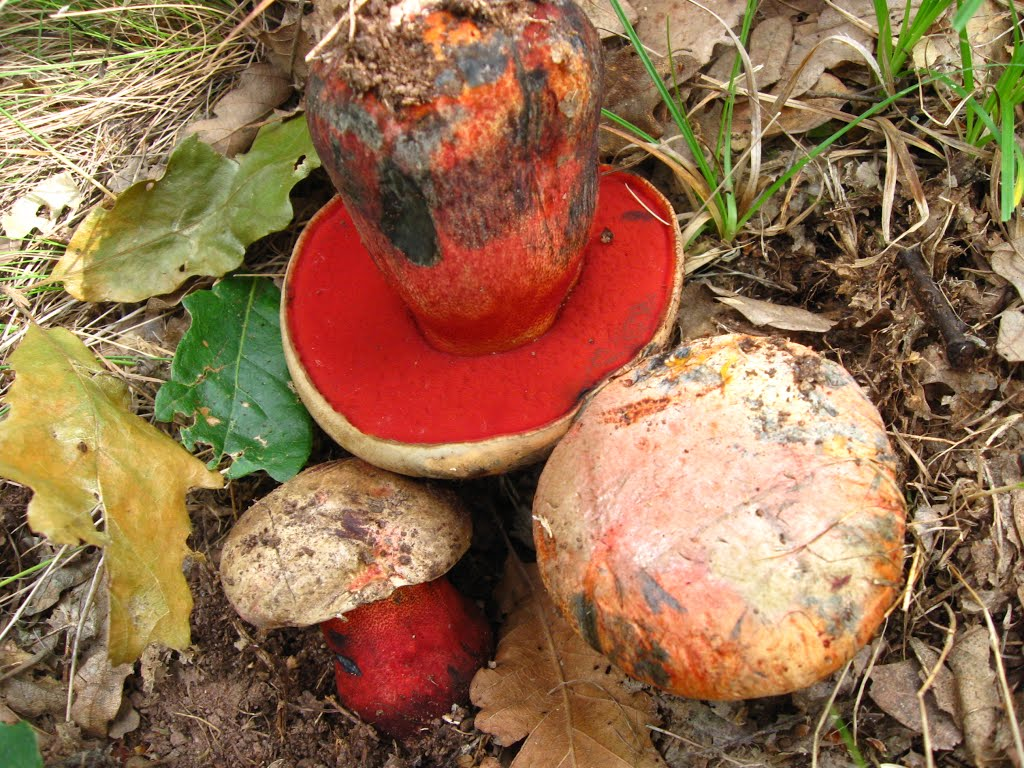
Rézvörös tinóru

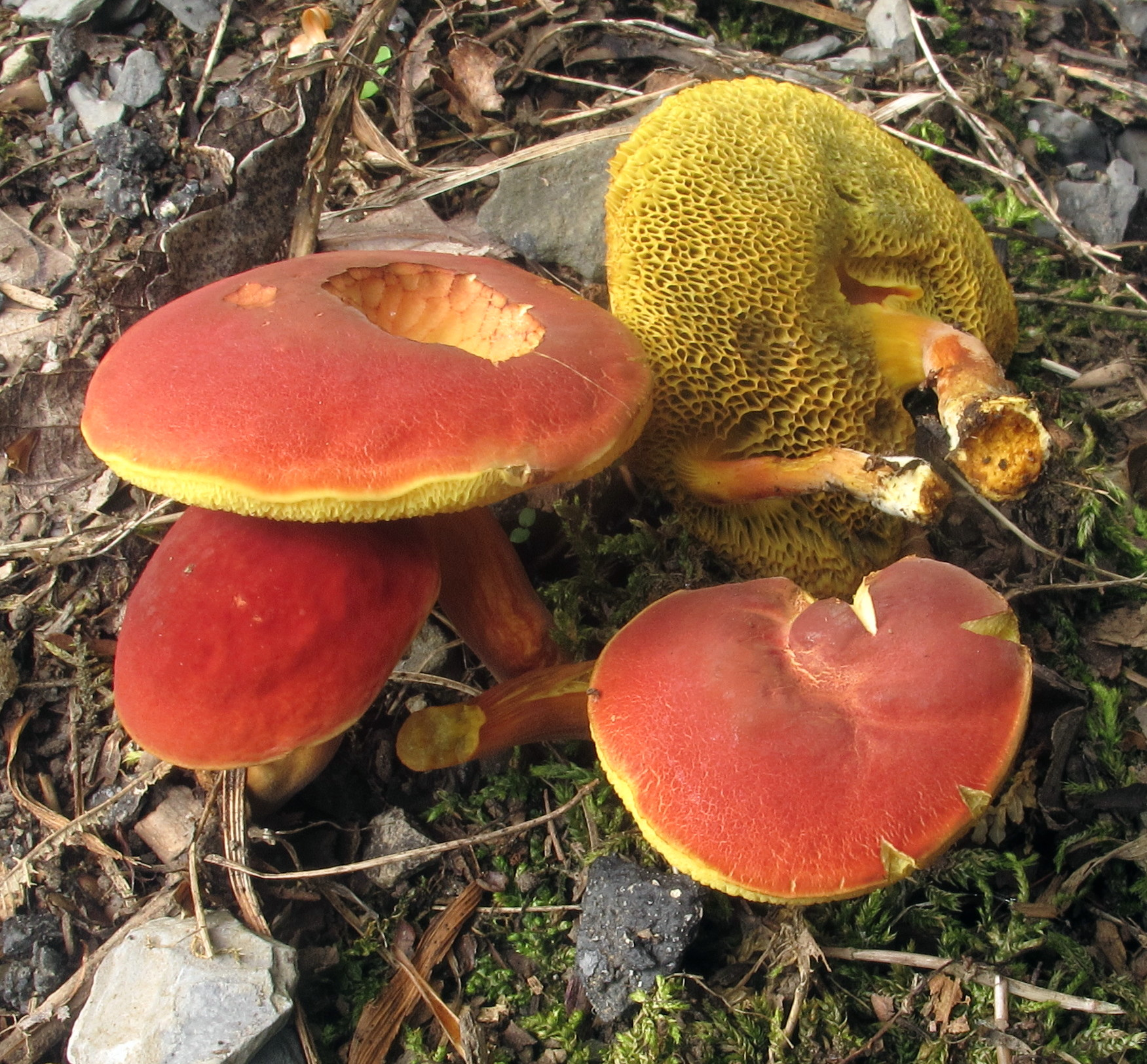
Piros tinóru

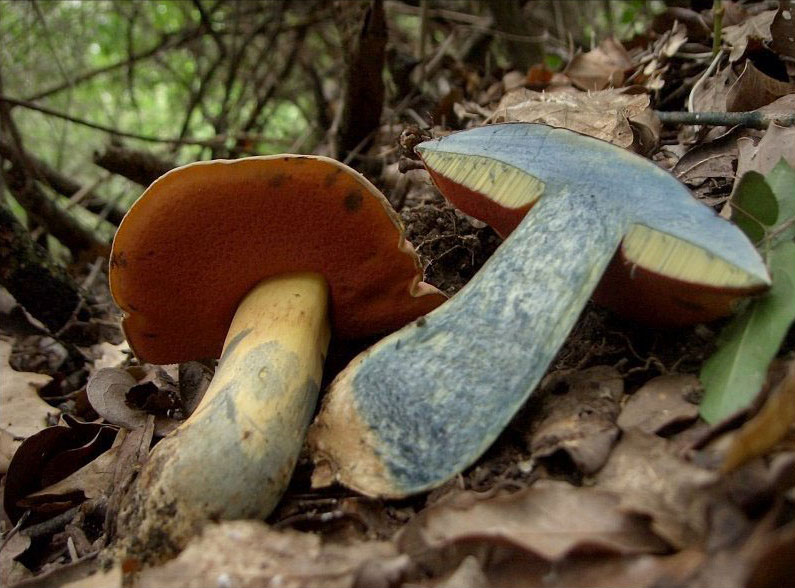
Farkastinóru

A Boletaceae családot a francia François Fulgis Chevallier választotta le az Agaricaceae családról 1826-ban. A csoport ekkor még csak 5 nemzetséget tartalmazott (azóta a Boletus kivételével valamennyit más családokba helyezták át).
A család 1986-ban még mindig csak 26 nemzetséget és 415 fajt zárt magába. A 2000-es években molekuláris genetikai vizsgálatokkal feltárták hogy a nemzetségek nagyrészt polifiletikusak és számos új genust vezettek be. 2021-ben a tinórufélékhez már 96 nemzetség és 1488 faj tartozott:
- Afroboletus
- Afrocastellanoa
- Alessioporus
- Aureoboletus
- Austroboletus
- Baorangia
- Binderoboletus
- Boletellus
- Boletochaete
- Boletus
- Borofutus
- Bothia
- Buchwaldoboletus
- Butyriboletus
- Cacaoporus
- Caloboletus
- Carolinigaster
- Castellanea
- Chalciporus
- Chamonixia
- Chiua
- Costatisporus
- Crocinoboletus
- Cyanoboletus
- Durianella
- Erythrophylloporus
- Fistulinella
- Gastroboletus
- Gastroleccinum
- Guyanaporus
- Gymnogaster
- Harrya
- Heimioporus
- Heliogaster
- Hemileccinum
- Hortiboletus
- Hourangia
- Hymenoboletus
- Imleria
- Imperator
- Indoporus
- Ionosporus
- Ixechinus
- Jimtrappea
- Kombocles
- Krombholziella
- Lanmaoa
- Leccinellum
- Leccinum
- Mackintoshia
- Mucilopilus
- Mycoamaranthus
- Neoboletus
- Nigroboletus
- Octaviania
- Parvixerocomus
- Paxillogaster
- Phylloboletellus
- Phyllobolites
- Phylloporopsis
- Phylloporus
- Porphyrellus
- Pseudoaustroboletus
- Pseudoboletus
- Pulchroboletus
- Pulveroboletus
- Retiboletus
- Rheubarbariboletus
- Rhodactina
- Rhodobolites
- Rossbeevera
- Royoungia
- Rubinoboletus
- Rubroboletus
- Rugiboletus
- Setogyroporus
- Singerocomus
- Singeromyces
- Sinoboletus
- Solioccasus
- Spongiforma
- Spongispora
- Strobilomyces
- Suillellus
- Sutorius
- Tengioboletus
- Tubosaeta
- Turmalinea
- Tylocinum
- Tylopilus
- Veloporphyrellus
- Wakefieldia
- Xanthoconium
- Xerocomellus
- Xerocomus
- Zangia

## Fordítás
- Ez a szócikk részben vagy egészben  a   Boletaceae című angol Wikipédia-szócikk ezen változatának fordításán alapul.  Az eredeti cikk szerkesztőit annak laptörténete sorolja fel. Ez a jelzés csupán a megfogalmazás eredetét és a szerzői jogokat jelzi, nem szolgál a cikkben szereplő információk forrásmegjelöléseként.